# Retro Game Crunch
Retro Game Crunch est un jeu vidéo d'action développé par Shaun Inman, Rusty Moyher et Matt Grimm et édité par Retro Game Crunch, sorti en 2014 sur Windows.

## Accueil
- Canard PC : 8/10[1]

## Développement
Le développement de Retro Game Crunch a commencé sous la forme d'un prototype pour la Ludum Dare. Il a ensuite bénéficié d'une campagne de financement participatif sur Kickstarter lors de laquelle il a reçu 66 694 $ de la part de 1 687 contributeurs pour 60 000 $ demandés.